# The Conversation (média)
Pour les articles homonymes, voir The Conversation.
The Conversation est un média indépendant en ligne et à but non lucratif, qui propose des articles de vulgarisation traitant de l'actualité et provenant directement de la communauté universitaire et plus largement du monde de la recherche. Les articles, accompagnés d'avis et d'analyses d'experts,, sont publiés sous licence Creative Commons CC-BY-ND et sont largement repris par de nombreux médias dans le monde. Depuis le lancement du premier site australien en mars 2011, huit versions sont apparues.
The Conversation Media Group, la société d'exploitation, est une fondation d'éducation à but non lucratif détenue par The Conversation Trust.

## Historique
The Conversation a été co-fondé en 2011, en Australie, par Andrew Jaspan et Jack Rejtman. L'idée était de créer un nouveau média dans lequel des universitaires pourraient communiquer directement avec la société, grâce à un site internet. Jaspan envisageait l'université comme « une salle de rédaction géante », dans laquelle les universitaires et les chercheurs, collectivement, s'engageraient à transmettre un avis académique éclairé sur des questions de société. Le site est un média d’information numérique destiné à la diffusion des savoirs autour de l’actualité générale et de la culture scientifique.
Au total, huit publications ont été créées : en Grande-Bretagne (2013), aux États-Unis (2014) en Afrique — en anglais et en français (mai 2015), en France (septembre 2015), « globale » —en anglais (septembre 2016), au Canada — en français (décembre 2018) et en anglais (juin 2017), en Indonésie (septembre 2017) et en Espagne (juin 2018).

### The ConversationFrance
En France, la première édition de The Conversation France est publiée le 21 septembre 2015. Les acteurs clés de cette version sont Fabrice Rousselot, journaliste spécialiste de l'international, et Didier Pourquery, journaliste économique. Depuis 2017, The Conversation est partenaire de l'événement national la Fête de la science, organisé par le Ministère de l'enseignement supérieur, de la recherche et de l'innovation.
Début 2019, The Conversation France propose plus de 7 000 articles, rédigés par environ 4 000 auteurs. En 2024, le site revendique un peu plus de cinq millions de pages vues chaque mois.

## Description et fonctionnement
Les contributeurs-auteurs de The Conversation sont des universitaires et des chercheurs qui collaborent avec des journalistes professionnels,; plus de 26 000 auteurs du monde académique écrivent pour The Conversation.
Le média utilise une publication personnalisée et un système de gestion de contenu intégré dans le framework Ruby on Rails. Le système permet aux contributeurs de collaborer sur des articles en temps réel. Les articles sont liés aux profils de leurs auteurs, y compris les déclarations d'intérêts, et des tableaux de bord personnels affichent les interactions des auteurs avec le public.
La grande majorité de l'audience de l'édition australienne a moins de 45 ans et se répartit à part à peu près égale entre hommes et femmes. Un peu plus de la moitié du lectorat gagne plus de 100 000 dollars australiens par an. Une enquête de 2015 a évalué l'audience à 2,6 millions d'utilisateurs sur le site, qui atteint 23 millions par la republication dans d'autres médias.
En avril 2017, les rapports mensuels d'audience en ligne indiquent 4,7 millions de lecteurs sur site, auxquels s'ajoutent trente-cinq millions par les republications dans d'autres médias.
The Conversation publie tout son contenu en accès libre, sous une licence Creative Commons CC-BY-ND (republication autorisée, sans modifications, et en attribuant la source),.
Le financement est assuré par des universités, des entreprises, des gouvernements et des dons privés.

## Couverture internationale
Depuis sa première édition australienne dont le siège est à Melbourne, The Conversation s'est étendu à un réseau mondial de huit éditions, fonctionnant en plusieurs langues.

## Critiques
Selon une enquête du Centre de recherche sur les médiations (université de Lorraine), conduite en 2016 auprès du lectorat de The Conversation France, 96% des personnes interrogées en ont une opinion favorable et 50% très favorable. Les articles sont ainsi repris de manière régulière par les plus grands médias au monde dont le New York Times, The Guardian, le Washington Post et CNN. The Conversation a été décrit dans Public Understanding of Science, revue scientifique soumis à l'évaluation par les pairs, comme « un mélange de communication scientifique académique, de communication scientifique populaire et de journalisme scientifique, ainsi qu'une convergence entre le monde professionnel scientifique et le journalisme ». Parmi les sondés, 2% reprochent toutefois au média de proposer des articles de qualités inégales et 0,1% estiment que certains articles,  sous couvert de vulgarisation revendiquée par le site, pourraient soutenir l'auto-promotion que rechercheraient certains contributeurs et contributrices. Ces avis proviennent de chercheurs et d'enseignants-chercheurs. Les résultats de l'étude montrent aussi l'intérêt porté au média par un public scolaire constitué d'enseignants qui n'appartiennent pas au monde de la recherche universitaire tandis que certains appellent de leur voeux une adaptation du contenu du site aux enfants et adolescents de l'enseignement primaire et secondaire.